# Chresta
Chresta es un género de plantas fanerógamas perteneciente a la familia de las asteráceas. Comprende 20 especies descritas y de estas, solo 13 aceptadas.

## Taxonomía
El género fue descrito por Vell. ex DC. y publicado en Prodromus Systematis Naturalis Regni Vegetabilis 5: 85. 1836. La especie tipo de  Chresta sphaerocephala DC.

## Especies aceptadas
A continuación se brinda un listado de las especies del género Chresta aceptadas hasta julio de 2012, ordenadas alfabéticamente. Para cada una se indica el nombre binomial seguido del autor, abreviado según las convenciones y usos.
- Chresta angustifolia Gardner
- Chresta curumbensis (Philipson) H.Rob.
- Chresta exsucca DC.
- Chresta harleyi H.Rob.
- Chresta hatschbachii H.Rob.
- Chresta martii (DC.) H.Rob.
- Chresta pinnatifida (Philipson) H.Rob.
- Chresta plantaginifolia (Less.) Gardner
- Chresta pycnocephala DC.
- Chresta scapigera (Less.) Gardner
- Chresta souzae H.Rob.
- Chresta speciosa Gardner
- Chresta sphaerocephala DC.